# Mont Spann
Pour les articles homonymes, voir Spann.
Le mont Spann est le point culminant des collines Panzarini et du chaînon Argentina, à 925 m d'altitude, dans la chaîne Transantarctique. Il est découvert et photographié le 13 janvier 1956 au cours d'un vol transcontinental direct de l'US Navy entre le détroit de McMurdo et la mer de Weddell. Il est nommé par l'Advisory Committee on Antarctic Names en l'honneur de Robert C. Spann de l'United States Marine Corps, navigateur à bord du P2V-2N Neptune au cours de ce vol.